# Ronnie Aldrich
Ronald Frank Aldrich (Erith, Kent, Inglaterra; 15 de febrero de 1916-Isla de Man, 30 de septiembre de 1993) fue un pianista, compositor, arreglista y director de orquesta británico.

## Biografía
Hijo único de un comerciante de tienda, a la edad de tres años comenzó sus estudios de música con el violín, pero luego cambió al piano, en la escuela Guildhall School of Music.
A principios de la década de los años 40 empezó a tocar profesionalmente, participando con la orquesta Folkestone Municipal, pero pronto su carrera se vio perturbada por el comienzo de la Segunda Guerra Mundial.  Sin embargo, durante la guerra misma, tocó con la orquesta de la Real Fuerza Aérea, al tiempo que hacía los arreglos musicales.
Finalizada la guerra, la orquesta continuó su actividad con la denominación de The Squadronaires (literalmente en inglés: escuadra o comando del aire), que fue la más conocida banda militar de baile del momento, de la cual también fuera integrante el guitarrista, y en ocasiones vocalista Sid Colin.
En los años siguientes, y bajo la dirección de Aldrich, la agrupación fue una de las más populares en su género en Inglaterra; no obstante, en 1964 se disolvió, pero hasta entonces Ronnie Aldrich permaneció con el grupo. A finales de los años 60 estuvo vinculado al famoso programa “The Benny Hill Show”, del cual fue director musical durante unos 56 episodios entre los años 1969 a 1989.

## Período de los dos pianos
La siguiente etapa le llevó a ser director musical de Thames Television, cadena televisiva británica de la época, y, de manera ocasional, grababa algún álbum, o efectuaba presentaciones en emisoras de radio. Aun así, estuvo cerca de treinta años sin presentarse en los escenarios.
Aldrich alcanzó la mayor notabilidad con el desarrollo de sus grabaciones estéreo para dos pianos con la empresa discográfica Decca desde 1961 hasta 1978, cuando, tuvo la idea de ejecutar pasajes musicales con dos pianos en uno u otro de los dos canales de los equipos estereofónicos estándar ya en forma individual, o simultáneamente, de modo que el oyente tuviese la sensación de escuchar dos pianos. A esta ingeniosa idea contribuyó la avanzada tecnología desarrollada por Decca, tanto en la alta fidelidad del sonido, como en el eficiente “espaciamiento” estereofónico, mediante el sistema, denominado por la empresa bajo el acrónimo i.m.20c.r., que significa en idioma inglés Individually Monitorized 20 Channels of Recording (Veinte Canales de grabación individualmente monitorizados) y la técnica de matrizado del álbum llamada Phase 4 Stereo, nombre que también tenía el sello del álbum. Este avance en la grabación de sus álbumes fue llevado a cabo con el apoyo de su propio equipo: The Aldrich team, y el ingeniero de sonido Arthur "Butch" Bannister, quién ideó como balancear el sonido de manera adecuada.
El primer disco grabado con el sistema y sello Phase 4 stereo fue el álbum “Melody and percussion for two pianos”, en 1961. Éste y su siguiente álbum fueron grabados junto a una agrupación, también concebida y dirigida por él, en la que fueron utilizados el bajo, batería, guitarra clásica, guitarra eléctrica, órgano, marimba, arpa clásica e instrumentos de percusión diversos. En 1963, graba y publica el álbum “The magnificent pianos of Ronnie Aldrich”, con acompañamiento de la agrupación de cuerdas británica London Festival Orchestra. De manera similar a los dos primeros álbumes, fue concebido el álbum "That Aldrich feeling” (1965) y los restantes fueron realizadas con orquesta de cuerdas, o bien, con coro y orquesta. Posteriormente, en algunas de las grabaciones más recientes, Aldrich incluyó la participación del trío vocal femenino “The Ladybirds”. Ronnie had recorded some songs a few years ago for Readers Digest label under his name and also under the name of "Richard Alden":

## Arreglos musicales y orquestación
Los arreglos, muy diversos, se fundamentan en un cuidadoso estilo, que no admite predominio a un determinado instrumento. Tal meticulosidad se observa en las grabaciones de los dos primeros discos, y en el séptimo disco, no realizados con orquesta. En el tema “Young at heart”, una guitarra da apoyo a la melodía que comienza en el “primer” piano, y enseguida, tal música es “cantada” por el “segundo” piano, en un brillante intercambio de fraseos del lenguaje musical.
De tal modo, en los temas musicales, participan diversos instrumentos; de percusión unos, y de melodía otros. Crótalos, platillos, maracas, un órgano lejano, una guitarra, en definitiva un extenso retablo, de variados y disímiles matices.
Los arreglos con orquesta sola, o bien con orquesta y coro, son obviamente de mayor riqueza instrumental, mas, también con la meticulosidad en el estilo, sin innecesarias estridencias. Tanto el álbum “Top of the world” como “The way we were”, llevan el sello del Jazz de la “vieja escuela”, con una muy característica ejecución de la batería; tal es el caso del tema de Barry White, “Love’s theme”, o, “Have you heard”, de Pinder. Por supuesto el tema “Top of the World”, de Carpenter, y “I got a name”, de Fox, son temas emblemáticos, en los que, sin detrimento de la orquesta o el coro, la batería hace gala de sus infinitos recursos.
En cambio en otros discos, sin el recurso del coro, la música es más transparente, así, en el álbum, “The magic moods of Ronnie Aldrich”, en el que, temas como “The sound of music”, de la película del mismo nombre, -versión en inglés-, con Julie Andrews, original de Rodgers y Hammerstein, y, en, “I wish you love”, de Charles Trenet, y otras piezas, los “dos pianos”, y, en general, las cuerdas, constituyen el motivo principal que captura al oyente.
Aldrich no usó saxofones, trompetas, clarinetes u otros instrumentos de banda en sus arreglos
musicales. Solo en algún momento corno francés o trompa y algún trombón, siempre con mucha sobriedad. En los siguientes números incluyó la participación del trío vocal femenino “The Ladybirds”:
- Summer’s end * Times of your life * Spanish eyes
- Save your kisses for me * On days like these * Love is a many splendored thing
- MacArthur Park * Lovers such as I * By the time I get to Phoenix
- Paper chase * Wichita lineman * Galveston
- Didn’t we * Walk in the sunshine * The moon is a harsh mistress
- Up. up and away * A little love and understanding * Evergreen
- Forever and ever * Nadia’s theme * When forever has gone
- Gabriella * Pavane * Cavatina( Raff ) * Andaluzia * Adagio * La Mattinata
- Romance * Anitra’s dance * Reverie * Emotions
- Exotica * How deep is your love * Cavatina( Myers y Shaper )
- Don’t cry for me Argentina * You Light up my life

## Vida personal
Ronnie Aldrich vivió hasta su fallecimiento y por muchas décadas junto a su segunda esposa, Mary, en Port St Mary, Isle of Man, en el Mar de Irlanda. Tuvo una hija de su matrimonio anterior. Aficionado a la navegación a vela especialmente en su yate Margaret, procuraba el contacto con la Naturaleza y el aire del mar, junto a sus preciados perros, usualmente en búsqueda de inspiración para su música, pues, además de tocar el piano y dirigir, también fue un prolífico compositor. En ocasiones recibía la visita de uno de sus productores en Decca, su amigo el productor musical y exdirector de BBC Radio, Mark White, quien también residía en la Isla de Man.

### Composiciones
- Evening star * Lonely lover * Ship of dreams * Gardens in Ibiza * Time
- The nature of love * Theme from in the dark * Girl on the Via Veneto
- Sun-dance * Togetherness * In the gentle hours * Love * Summer’s end
- Gabriella * Exotica * Autumn tears

## Discografía
Sistema Phase 4 Stereo
- Melody and Percussion for Two Pianos, Decca Phase4 PFS34007 (SP-44007) 1961
- Ronnie Aldrich and His Two Pianos, Decca Phase 4 PFS4019 (SP-44018) 1962
- The Magnificent Pianos of Ronnie Aldrich, London Phase 4 SP-44029 1963
- The Romantic Pianos of Ronnie Aldrich, London Phase 4 SP-44042 1964
- Christmas with Ronnie Aldrich. London Phase 4 SP-44051 1964
- The Magic Mood of Ronnie Aldrich, Decca Phase 4 PFS4064 (SP-44062) 1965
- That Aldrich Feeling, Decca Phase 4 PFS4076 (SP-44070) 1965
- All Time Piano Hits, London Phase 4 SP-44081 1966
- Where The Sun Is, Decca Phase 4 PFS4106 1966
- Two Pianos in Hollywood, Decca Phase 4 PFS4108 (SP-44092) 1967
- Two Pianos Today!, Decca Phase 4 PFS4132 (SP-44100) 1967
- For Young Lovers, Decca Phase 4 PFS4141 (SP 44108) 1968
- This Way "In," Decca Phase 4 PFS4152 (SP-44116) 1968
- It's Happening Now, Decca Phase 4 PFS 4159 (SP-44127) 1969
- Destination Love, Decca Phase 4 PFS4179 (SP 44135) 1969
- Togetherness, Decca Phase 4 DDS 2, 1970
- Here Come the Hits!, London Phase 4 SP-44143 1970 (**)
- Close to You, London H-17156 1970 (**)
- Love Story, Decca Phase 4 PFS4222 (SP-44162) 1971
- Great Themes To Remember Decca Phase 4 1971
- Today in the Old Fashioned Way, Decca Phase 4 1971
- Invitation To Love, Decca Phase 4 PFS4242 (SP-44176) 1972
- Come to Where the Love Is, Decca Phase 4 PFS4264 (SP 44190) 1972
- The Phase 4 Stereo World of Burt Bacharach, Decca Phase 4 SPA193, 1972
- Soft And Wicked, Decca Phase 4 PFS4268 (SP-44195 H-17195) 1973
- Top of the World, London Phase 4 SP-44203, 1973
- The Way We Were, Decca Phase 4 PFS4300 (SP 44209) 1974
- In the Gentle Hours, Decca Phase 4 PFS 4329 (SP-44221), 1975
- Love, Decca Phase 4 PFS4361 (SP 44253) 1975
- Reflections, Decca Phase 4 PFS4377 (SP-44264) 1976
- Webb Country, Decca Phase 4 PFS4397 (SP-44278) 1977
- With Love & Understanding, Decca Phase 4 PFS4406 (SP-44286) 1977 (titulado Evergreen, en Estados Unidos)
- Melodies from the Classics, Decca Phase 4 PFS 4424(SP-44300) 1978
- Emotions, Decca Phase 4 PFS4436 (SP-44310) 1978
- Tomorrow's Yesterdays, Decca PFS4436 1979 (***)
- For The One You Love, Decca SKL5319 1980 (***)

Notas:
- PFS es el número de catálogo original de Decca (Reino Unido), SP es la numeración correspondiente a la versión editada en Estados Unidos por Decca-London y que fue usada en otros países americanos.
- (**) "Togetherness", publicado como álbum doble en el Reino Unido, se editó como dos álbumes separados en Estados Unidos.
- (***) Fueron grabados con un piano y solo editados por Decca-Polygram en el Reino Unido.

### Melody and percussion for two pianos
- Unforgettable - Gordon
- Secret love - Webster y Fain
- To each his own - Livingstone y Evans
- Ruby - Roemheld y Parish
- April in Portugal - Ferrao y Kennedy
- My one and only love - Mellin y Wood
- Autumn leaves - Kosma y Mercer
- Misty - Garner y Burke
- Golden earrings - Young
- Young at heart - Richards y Leigh
- April love - Webster y Fain
- The gypsy - Reid

### Ronnie Aldrich and his two pianos
- Liebestraum - Liszt
- Reverie - Debussy
- Story of a starry night - Hoffman, Curtis y Livingstone
- Till the end of time - Kaye y Mossman
- Story of three loves - Paganini, arreglo de Rachmaninoff
- Full moon and empty arms - Kaye y Mossman
- Stranger in Paradise - Wright y Forrest
- Clair de lune - Debussy, arreglo de Aldrich
- Baubles, bangles and beads - Wright y Forrest
- Theme from “Good bye again” - Auric y Langdom
- Tonight we love - Worth, Austin y Martin
- I’m always chasing rainbows - Carroll y McCarthy

### The magnificent pianos of Ronnie Aldrich
- Ebb tide de Maxwell
- The very thought of you - Noble
- I’ll be seeing you - Fain
- Love letters - Young
- Long ago and far away - Jerome Kern
- How deep is the ocean - Berlin
- Smoke gets in your eyes - Jerome Kern
- Stella by starlight - Young
- Among my souvenirs - Nicholls
- Darn that dream - Van Heusen
- Evening star - Ronnie Aldrich
- Where or when - Rodgers

### The romantic pianos of Ronnie Aldrich
- Deep purple - DeRose
- More than you know - Youmans
- I’ll never smile again - Lowe
- Embraceable you - Gershwin
- Don’t blame me - McHugh y Fields
- I have dreamed - Rodgers y Hammerstein
- September song - Weill y Anderson
- I’m in the mood for love - McHugh y Fields
- If I loved you - Rodgers y Hammerstein
- Lonely lover - Aldrich
- Moonlight in Vermont - Blackburn y Suessdorf
- Spring will be a little late this year - Loesser

### Christmas with Ronnie Aldrich
- White Christmas - Berlin
- Let it snow - Cahn y Styne
- Winter wonderland - Bernard y Smith
- Silver bells - Evans y Livingstone
- Sleigh ride - Leroy Anderson
- Have yourself a merry little Christmas
- Toyland - Victor Herbert
- I’ll be home for Christmas - Gannon, Kent y Ram
- By the fireside - Robert Schumann
- Count tour blessings - Berlin
- Christmas waltz - Cahn y Styne
- The Christmas song - Torme y Wells

### The magic moods of Ronnie Aldrich
- Charade - Henry Mancini
- Felicidade - Antonio Carlos Jobim
- I’ve grown accustomed to her face - Loewe y Lerner
- Ship of dreams - Aldrich
- I left my heart in San Francisco - Cross y Cory
- Softly as I leave you - DeVita, Calabrese y Shaper
- How soon - Mancini y Stillman
- I wish you love - Trenet y Beach
- The girl from Ipanema - Jobim
- The sound of music - Rodgers y Hammerstein
- Gardens in Ibiza - Aldrich
- People - Styne y Merrill

### That Aldrich feeling
- My favorite things - Rodgers y Hammerstein
- Moonglow and theme from “Picnic” - Hudson y Delange
- Melodie d’amour - Johns y Salvador
- Mona Lisa - Livingstone y Evans
- Magic moments - Bacharach y David
- When I fall in love - Young y Herman
- Memories are made of this - Gilkyson y Dehr
- Spanish harlem - Leiber y Spector
- The sweetest sounds - Rodgers
- Come closer to me - Osvaldo Farrés
- If the rains got to fall - Heneker
- If ever I should leave you - Lerner y Loewe

### All time piano hits
- Miserlou - Roubania
- Bewitched - Rodgers
- Nola - Arndt
- Stardust - Hoagy Carmichael
- Near you - Craig
- Dancing in the dark - Schwatz
- Autumn leaves - Kosma
- Voodoo moon - Noro Morales
- As time goes by - Hupfeld
- Inka dinka doo - Ryan y Durante
- Canadian subset - Haywood y Gimbel
- Exodus - Gold

### Two pianos in Hollywood
- The shadow of your smile - Mandel y Webster
- Lara’s theme - Webster y Jarre
- Strangers in the night - Kaempfert y Singleton
- Chim chim cheree - Richard y Robert Sherman
- Limelight - Charles Chaplin
- The Bible - Mayuzumi
- Who’s afraid of Virginia Woolf? - North y Webster
- Moulin Rouge - Auric y Larue
- More - Oliviero y Ortolani
- The apartment - Williams
- A patch of blue - Goldsmith y Wayne
- Lawrence of Arabia - Jarre

### Two pianos today!
- You only live twice - Barry y Bricusse
- A whiter shade of pale - Reed y Brooker
- Georgy girl - Springfield y Dale
- Somethin’ stupid - Parks
- A man and a woman - Lai y Barouh
- My cuo runneth over - Jones y Schmidt
- Don’t sleep in the subway - Hatch y Trent
- Release me - Miller y Stevenson
- Barefoot in the park - Hefti y Mercer
- Alfie - David y Bacharach
- Music to watch girls by - Ramin
- This is my song - Charles Chaplin

### For young lovers
- Ode to Billie Joe - Gentry
- What the world needs now - Bacharach y David
- Love is blue - Popp y Cour
- Sunny - Hebb
- I think I’m going out of my head - Randazzo y Weinstein
- Impossible dream - Darion y Leigh
- Baby, now that I’ve found you - Macaulay y Macleod
- Valley of the dolls - A. Previn y D. Previn
- It must be him - Gilbert Becaud y David
- Up, up and away - Webb
- To sir with love - London y Black
- Born free - Barry y Black

### This way “in”
- This guy’s in love with you - Bacharach y David
- Macarthur Park - Webb
- Blowin’ in the wind - Bob Dylan
- Do it again - Wilson y Love
- Honey - Russell
- Time - Aldrich y Hendrix
- Mrs. Robinson - Simon
- By the time I get to Phoenix - Webb
- Más que nada - Jorge Ben
- Theme from “The fox” - Lalo Schifrin
- A man without love - Panzeri y Pace
- Something here in my heart - Macleod Macaulay

### It’s happening now
- Hey Jude - Lennon y McCartney
- Ride my see-saw - Lodge
- Concierto de Aranjuez - Joaquín Rodrigo
- Light my fire - Morrison y Manzarek
- Scarborough fair - Tradicional, arreglo de Aldrich
- Both sides now - Mitchell
- Theme from “Elvira Madigan” - Mozart, arreglo de Aldrich
- Soulful strut - Record y Sanders
- The nature of love - Aldrich
- I’ve gotta be me - Marks
- Little green apples - Russell
- For once in my life - Miller y Murden

### Destination love
- My cherie amour - Cosby y Wonder
- Aquarius - Rado y Ragni
- Midnight cowboy - Barry
- Classical gas - Williams
- Quentin’s theme - Cobert
- Wichita lineman - Webb
- Baby I love you - Barry
- The windmills of your mind - Legrand y Bregman
- Theme from In the dark - Aldrich
- Love me tonight - Pilat y Panzeri
- Love theme from “Romeo and Juliet” - Nino Rota
- Good morning starshine - Rado, Ragni y MacDermot

### Here come the hits!
- Love theme from “Airport” - Newman
- Raindrops keep falling on my head - Bacharach y David
- Arizona - Young
- Bridge over troubled water - Simon
- Sugar, sugar - Barry y Kim
- Daydream - Vincent y VanHolmen
- Venus - Van Leeuwen
- Because - Lennon y McCartney
- United we stand - Hiller y Simons
- Girl on the Via Veneto - Aldrich
- Let it be - Lennon y McCartney
- My heart reminds me (Autumn concerto) - Bargoni y Siegel

### Close to you
- Something - Harrison
- Don’t play that song - Ertegün
- The long and winding road - Lennon y McCartney
- Paper maché - Bacharach y David
- Make it with you - Gates
- Snowbird - McClennan
- Cecilia - Simon
- Close to you - Bacharach y David
- Rider on the rain - Francis Lai
- My baby loves lovin’ - Cook
- The sound of silence - Paul Simon
- Sun-dance - Aldrich

### Love story
- It’s impossible - Armando Manzanero
- I never promised you a rose garden - South
- My sweet Lord - Harrison
- Mr. Bojangles - Walker
- Woodstock - Mitchell
- I think I love you - Romeo
- Amazing grace - Tradicional, arreglo de Aldrich
- What is life - Harrison
- Theme from “Love story” - Lai y Sigman
- Candida - Wine y Levine
- El cóndor pasa - Robles
- Togetherness - Aldrich

### Great Themes to Remember
- Symphony No. 40 - Mozart
- Meditation - Massenet
- Serenade - Schubert
- None but the lonely heart - Tchaikovsky
- Vocalise - Rachmaninoff
- Bacarolle - Offenbach/Guiraud/Barbier/Carre
- Nocturne - Borodin
- Serenade - Mozart
- Nocturne - Chopin
- Air on the G string - Bach
- Theme from piano concerto No. 21 - Mozart

### Today in the Old Fashioned Way
- I´d like to teach the world to s(w)ing
- The way we were
- Sing
- The old fashioned way
- Wonderful baby
- Oh Babe, what would you say
- You are the sunshine of my life
- (They long to be) close to you
- There´s a kind of hush
- Song sung blue
- Clair
- Tie a yellow ribbon round the old oak tree

### Invitation to love
- Cherish de Kirkman
- Gypsys, tramps and thieves - Stone
- Theme from “Summer of 42” - Legrand
- I’d like to teach the world to sing - Backer y Davis
- Baby, I’m-a want you - Gates
- Theme from “The Onedin Line” - Kachaturian, arreglo de Aldrich
- Theme from “The go - between” - Legrand
- I could be happy with you - Wilson
- Imagine - John Lennon
- Invitation to love - Taylor y Wolfson
- Diamonds are forever - Barry y Black

### Come to where the love is
- Love theme from “The Godfather” - Nino Rota
- Alone again (Naturally) - R. O’Sullivan
- Song sung blue - Neil Diamond
- The impossible dream - M. Leigh y J. Darion
- Popcorn - Kingsley
- Where is the love - Salter y MacDonald
- Theme from “Lost horizon” - Bacharach y David
- The candy man - Bricusse y Newley
- Without you - Evans y Ham
- Come to where the love is - Taylor y Marc
- Breaking up is hard to do - Sedaka y Greenfield
- Jenny’s theme from “Young Winston” - A. Ralston

### Soft and wicked
- Last tango in Paris - Gato Barbieri
- You’re so vain - Simon
- Aubrey - Gates
- Tie a yellow ribbon round the old oak tree - Levine y Brown
- Clair de O’Sullivan
- Call me (come back home) Green, Mitchell y Jackson
- Good time Charlie - O’Keefe
- Oh babe, what would you say - Smith
- Killing me softly with his son - Fox y Gimbel
- Last song - Evoy
- Love theme from “The Valachi Papers” - Ortolani
- It never rains in southern California - Hammond y Hazelwood

### Top of the world
- Top of the world - R. Carpenter y J. Bettis
- Summer (The first time) - B. Goldsboro
- Vado via - E. Riccardi y L. Albertelli
- If I asked my heart - B. Taylor y R. Marc
- Ashes to ashes - D. Lambert y B. Potter
- I got a name - C. Fox y M. Gimbel
- Jesse - J. Ian
- Say, has anybody seen my sweet gypsy rose - I. Levine y L. Brown
- Children of Rome - S. Myers
- Touch me in the morning - M. Masser y R. Miller

### The way we were
- Love’s theme - B. White
- The way we were - M. Hamlisch y A. Bergman
- Leave me alone (Ruby red dress) - D. y M. Laurie
- I’ll have to say I love you in a song - J. Croce
- Have you heard - M. Pinder
- Last time I saw him - M. Masser y P. Sawyer
- What are you doing the rest of your life? - M. Legrand y A. Bergman
- Wave - Antonio Carlos Jobim
- Happiness is me and you - O’Sullivan
- Dark lady - J. Durrill

### In the gentle hours
- In the gentle hours - Aldrich
- You make me feel brand new - Bell y Creed
- She - Charles Aznavour y Kretzmer
- The entertainer - Joplin
- And I love you so - McLean
- The first time ever I saw your face - MacColl
- Meditation - Antonio Carlos Jobim
- The old-fashioned way - Garvarentz y Aznavour
- Yesterday - Lennon y McCartney
- You are the sunshine of my life - Stevie Wonder

### Love
- Love - R. Aldrich
- Quiet nights of quiet stars - Antonio Carlos Jobim
- The nearness of you - H. Carmichael
- I didn’t know what time it was - R. Rodgers y L. Hart
- Once upon a summertime - M. Legrand
- All the things yor are - J. Kern y O. Hammerstein
- Days of wine and roses - H. Mancini y J. Mercer
- I will wait for you - M. Legrand y N. Gimbel
- Tenderly - W. Gross y J. Lawrence
- The sound of love - B. Taylor y R. Marc
- Watch what happens - M. Legrand y N. Gimbel
- The party’s over - J. Styne y B. Comden

### Reflections
- Summer’s end - R. Aldrich
- Never gonna fall in love again - E. Carmen
- Times of your life - R. Nichols y B. Lane
- Spanish eyes - E. Snyder y B. Kaempfert
- Save your kisses for me - T. Hiller y L. Sheriden
- How insensitive - A. Jobim y V. DeMoraes
- Adagio - Tradicional, arreglo de Aldrich
- On days like these - D. Black y Q. Jones
- Scarlet ribbons - E. Danzig y J. Segal
- Love is a many splendored thing - F. Webster y S. Fain
- All by myself - E. Carmen

### Webb Country
(Todos los temas compuestos por Jim Webb)
- MacArthur Park
- Lovers such as I
- By the time I get to Phoenix
- Paper chase
- Wichita lineman
- Galveston
- Didn’t we
- Walk in the sunshine
- The moon is a harsh mistress
- Up, up and away

### With Love and Understanding (Evergreen en USA)
- A little love and undersanding - Becaud y Amade
- Evergreen - Williams y Streisand
- Forever and ever - Vlavianos y Costandinos
- Feelings - Albert
- Dancing queen - S. Anderson y Ulvaeus
- When a child is born - Zacar y Jay - (Solo en la versión UK)
- When forever has gone - Vlavianos y Mason
- Nadias’s theme - DeVorzan y Botkin
- Theme from “King Kong” - Barry
- Summer of mi life - May
- Aria - Bembo y Bardotti
- Gabriella - Aldrich

### Melodies from the classics
- Pavane - Faure
- Rondò alla turca - Mozart
- Cavatina - Raff
- Moment musical - Schubert
- Gymnopedie - Satie
- Andaluzia (Spanish dance N.º 5) - Granados
- Badinerie (from suite N.º 2) - Bach
- Adagio (from sonata Pathetique) - Beethoven
- La mattinata de Leoncavallo
- Romance (from violin concerto N.º 2) - Wieniawski
- Anitra’s dance (from Peer Gynt) - Grieg
- Reverie - Debussy

### Emotions
- Emotions - B. Gibb y R. Gibb
- Exotica - R. Aldrich
- The name of the game - B. Anderson y B. Ulvaeus
- How deep is your love - B. Gibb y M. Gibb
- Star wars suite: a) Main theme b) Cantina band c) Princess theme - J. Williams
- Take a chance on me - Anderson y Ulvaeus
- Cavatina - S. Myers y H Shaper
- Just for you - A. Price
- Don’t cry for me Argentina from “Evita” - A. Lloyd-Webber y T. Rice
- You Light up my life - J. Brooks
- Suite from Close encounters of the third kind - J. Williams

### Tomorrow´s Yesterdays
- A Certain Smine - Web ster/Fain
- I´m stone in love with you - Bell/Creed/Bell
- Tomorrow´s Yesterdays- R. Aldrich
- When I need you - Hammond/Sayer
- Desafinado - Jobim/Cavanaugh/Hendricks/Mendonca
- Nights in white satin - Hayward
- The fool on the hill - Lennon/McCartney
- I say a little prayer - Bacharach/David
- I´m not in love - Goddman/Stewart
- Love me tender - Presley/Matson
- If you leave me now - Cetera
- Lucy in the sky with diamonds - Lennon/McCartney

### For The One You Love
- You needed me - Goodrum
- The main event/Fight - Jabara/Roberts
- She believes in me - Gibb
- Just when I needed you most - Vanwarmer
- Can´t smile without you - Arnold/Martin/Morrow
- I know I´ll never love this way again - Kerr/Jennings
- Gypsomania - Aldrich
- Reunited - Feskaris/Perren
- Just the way you are - Joel
- You take my breath away - Lawrence/Hart
- You´re the only one - Sager/Roberts
- After the love has gone - Foster/Graydon/Champlin

### One Fine Day
- Woman in love
- One fine day
- Shadow waltz
- Fame
- On Broadway
- Stand by me
- Reminiscing
- Autumn tears
- Magic
- Romeo´s tune

### Jingle Bells / Winter Wonderland
- Winter wonderland
- Silent night
- The holly and the ivy
- O come all ye faithful
- Sleigh ride
- Let it snow
- White Christmas
- Silver bells
- The Christmas song
- Jingle bells

### Imagine
- It´s my turn
- So far away
- Crying
- Blue skies
- Imagine
- Should I´ve ever let her go
- Blessed are the believers
- Super trouper
- Intermezzo
- Put your hand on my shoulder
- I made it through the rain
- I´m happy just to dance with you
- California girls
- She´s out of my life
- Morning train
- What kind of fool
- I remember
- Sexy eyes
- Daytime friends
- Cupid

### Night Birds
- Beguin the begine - Porter
- Arthur´s theme - Bacharach
- Memory from ¨Cats¨ - Lloyd Webber
- Santa Catalina - R. Aldrich
- Hill street blues - Post
- Chariots of fire - Vangelis
- Night birds - Sharpe
- Have you ever been in love? - Danter/Hill/Sinfield
- A little peace - Siegel/Meinunger/Greedus
- Albareda - R. Aldrich
- Stay - Manilow
- For Lisa - Beethoven arr. Aldrich

### Sea Dreams
- La mer - Trenet
- Hello - Richie
- Sailing by - Binge
- Bermida triangle - Manilow
- The sound of the sea - R. Aldrich
- The last farewell - Whitaker
- Calypso - Denver
- Stranger on the shore - Bilk
- Sailing - Sutherland
- Trade winds - R. Aldrich
- All the girls I´ve loved before - Hammond/David
- How deep is the ocean? - Berlin

### For All Seasons
- April in Paris - Duke/Harburg
- Spring song - Mendelssohn arr. Aldrich
- It might as well be spring -Rodgers/Hammerstein II
- Summertime - Gershwin/Heyward
- The solway in summer- R. Aldrich
- Summer wind - Mayer
- Early autumn -Herman/Burns/Mercer
- September song - Weill/Anderson
- Forever autumn - Osbourne/Vigrass/Wayne
- When winter comes - R. Aldrich
- Winter world of love -Reed/Mason
- June in January - Rainger/Robin

## Otras grabaciones
Posterior a la desaparición de la discográfica The Decca Record Company, Aldrich grabó algunos discos con “un piano”, como el álbum “One fine day”, del sello Amberjack TDA, AJK-902, de 1981, bajo su dirección y arreglos, en el Centennial Concert Hall, en Winnipeg, Canadá, con acompañamiento de la orquesta Winnipeg Symphony. Contiene los siguientes temas: 1) Woman in love, de B. y R. Gibb 2) One fine day, de Goffin-King 3) Shadow waltz, de Dubin-Warren 4) Fame, de Gore-Pitchford 5) On Broadway, de Mann-Weil 6) Stand by me, de King-Leiber 7) Reminiscing, de Goble-Fiberchem 8) Autumn tears, de Aldrich 9) Magic, de Farrar 10) Romeo’s tune, de Forbert
Otros discos con el sello Amberjack:
- Imagine - 1981 * Beautiful music - 1982

Con el sello Seaward Music (su propia compañía) licenciado a EMI: * Nights birds EMI MFP 1982 * Sea dreams EMI MFP 1984
- For all seasons EMI MFP 6016 – 1987 * Ronnie Aldrich his piano and orchestra EMI CC220-1988.